# 1483 w polityce
Wydarzenia polityczne w 1483 roku.

## Wydarzenia
- 13 czerwca - wojna Dwóch Róż: na posiedzeniu Rady Regencyjnej brat zmarłego króla Anglii Edwarda IV Ryszard III oskarża szambelana Williama Hastingsa i innych członków Rady o planowanie spisu na jego życie i przejmuje władzę w Królestwie Anglii[1].
- 22 czerwca - wojna Dwóch Róż: publiczne unieważnienie małżeństwa Edwarda IV z Elizabeth Woodville pozbawia Edwarda V i jego brata Ryszarda prawa do tronu Anglii[2].
- 6 lipca - koronacja Ryszarda III na króla Anglii[3].

## Zmarli
- 9 kwietnia – Edward IV York, król Anglii (ur. 1442)
- lipiec - Edward V York, król Anglii (ur. 1470), zamordowany z inspiracji Ryszarda III[4].
- 30 sierpnia - Ludwik XI, król Francji[5] (ur. 1423).